# نیکولای توکارف
| نیکولای توکارف | دمیتری مدودف |

گردهمایی خط لوله شرق سیبری در سال ۲۰۰۸

نیکولای پتروویچ توکارف (به روسی: Николай Петрович Токарев) (زاده ۲۰ دسامبر ۱۹۵۰) سیاست‌مدار، کارآفرین و مدیر ارشد اجرایی روسی است، که در حال حاضر به‌عنوان مدیر عامل اجرایی شرکت ترانس‌نفت فعالیت می‌نماید. 
وی از اعضای پیشین کاگ‌ب در جمهوری دمکراتیک آلمان می‌باشد، که پس از آشنایی با ولادیمیر پوتین، در اواسط دهه ۱۹۹۰ وارد دولت روسیه شد. توکارف از اکتبر ۲۰۰۷ ریاست شرکت ترانس‌نفت (بزرگترین شرکت خطوط لوله روسیه) را بر عهده دارد.